# Abasolo (Guanajuato)
Abasolo (Guanajuato) é um município do estado de Guanajuato, no México.